# 立ち上がれフランス

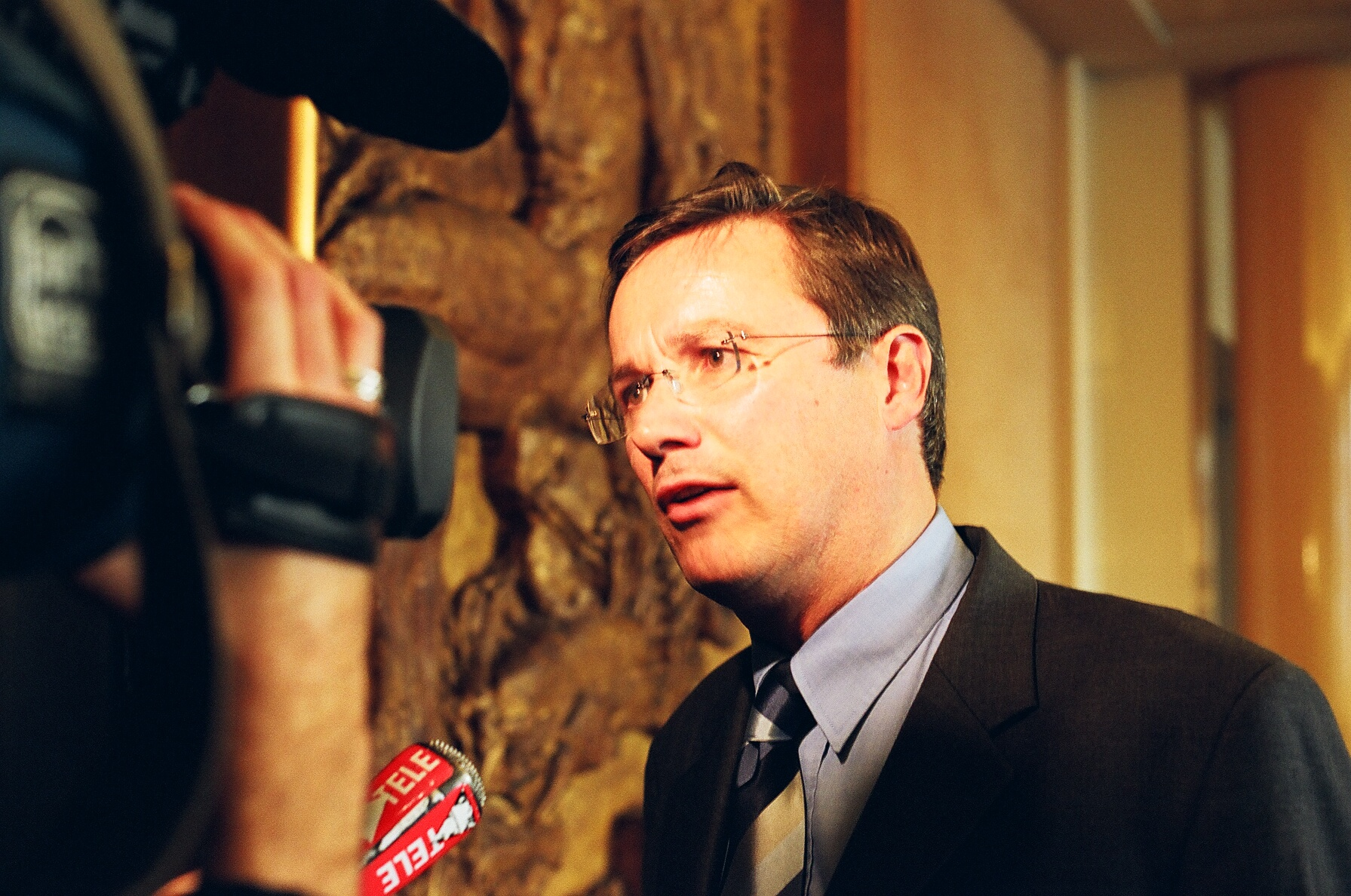
2005年10月16日にパリ市内で開かれた集会後、インタビューを受けるニコラ・デュポン＝エニャン党首

立ち上がれフランス（たちあがれフランス、仏：Debout la France、略称DLF）は、フランスの政党。保守、国家主義、伝統主義、フランスの独立、ド・ゴール主義を標榜する右派政党。国民議会議員のニコラ・デュポン＝エニャンによって立ち上がれ共和国（仏：Debout la République、略称DLR）の党名で1999年2月3日創設された。1999年欧州議会議員選挙では、欧州懐疑論 Euroscepticismのシャルル・パスクワとフィリップ・ド・ヴィリエが率いるフランス連合 Rassemblement pour la France と共同戦線を組んで選挙に臨み230万4285票（13，05パーセント）を獲得し、13議席を得た。
2002年9月7日に上院議員が3人、下院議員が8人参加して再結成された。2005年5月29日に国民投票で否決された欧州憲法に党をあげて反対した。
2007年6月の国民議会選挙では577選挙区（定数：1名）のうち62選挙区に公認候補を立て、そのうち、デュポン＝エニャン党首のみが当選した。
2014年に現党名に変更。

## 各大統領選の記録
| 年度   | 立候補者名                 | 得票率 | 得票数    | 結果 |
| ------ | -------------------------- | ------ | --------- | ---- |
| 2012年 | ニコラ・デュポン＝エニャン | 1.79%  | 643,907   | 落選 |
| 2017年 | ニコラ・デュポン＝エニャン | 4.70%  | 1,695,000 | 落選 |
| 2022年 | ニコラ・デュポン＝エニャン | 2.06%  | 725,176   | 落選 |